# Balabán
A Balabán török eredetű régi magyar férfinév. Jelentése: nagy, hatalmas.

## Gyakorisága
Az 1990-es években szórványosan fordult elő, a 2000-es években nem szerepel a 100 leggyakoribb férfinév között.

## Névnapok
- március 23.[2]
- május 20.[2]